# Andrés de Oviedo
Andrés de Oviedo, né en 1518 à Illescas (Tolède), en Espagne, et décédé le 29 juin 1577 à Fremona, au Tigray (Éthiopie), était un prêtre jésuite espagnol. Ordonné évêque en 1555 il fut envoyé en mission spéciale comme évêque, et ensuite second patriarche latin d'Éthiopie, en vue d'une réunion de l’Église copte avec Rome.

## Biographie

### Jeunesse et formation
Diplômé d'une maîtrise ès Arts de l'Université d'Alcalá, Andrés de Oviedo est reçu le 19 juin 1541 dans la Compagnie de Jésus par Ignace de Loyola, quelques mois après l’approbation officielle du nouvel ordre religieux. 
Envoyé la même année étudier la théologie à l'Université de Paris (1541), il doit quitter la ville lorsque la guerre entre la  France et l'Espagne rend impossible le séjour d’un étudiant espagnol à Paris. Il poursuit sa théologie à Louvain, dans les Pays-Bas méridionaux (alors sous domination espagnole) de 1542 à  1544, puis à Coimbra (1544-1545). En 1545, il fait partie du groupe fondateur du scolasticat voulu par François de Borgia à Gandie; il en est le premier recteur (1547). Porté par une vie mystique intense il est tenté par la vie de solitude et de longues heures de prière. Il songe, en compagnie de Francisco Onfroy, se retirer définitivement comme ermite dans le désert. Ignace l’en dissuade vivement.
Oviedo accompagne à Rome le duc François de Borgia qui s’y rend pour l’année jubilaire de 1550. L’année suivante  il fait partie du groupe fondateur du premier collège jésuite de Naples : il en est le recteur. 

### Mission en Éthiopie
À la demande pressante du roi Jean III de Portugal, qui souhaite répondre à une demande lui venant de l'empereur Claude d’Éthiopie, une délégation apostolique de haut niveau se prépare, à Rome, pour se rendre en Éthiopie y entrer en contact les dignitaires ecclésiastiques de l’Église du pays.  Le jésuite portugais João Nunes Barreto est nommé patriarche latin, tandis qu'Andrés de Oviedo sera son auxiliaire et coadjuteur (et successeur éventuel comme patriarche latin).  Ils sont deux à être ordonnés évêques pour la mission d’Éthiopie, dans l’église de la Trinité, à Lisbonne, le 5 mai 1555, Andrés est mommé évêque titulaire d'Hiérapolis-en-Phrygie (de). L’événement est de grande importance, et la famille royale y est présente avec toute la cour.
Oviedo, Barreto et huit autres huit missionnaires jésuites quittent Lisbonne le 30 mars 1556 en route pour Goa, dans les Indes portugaises. Ils y arrivent le 13 septembre. A Goa les nouvelles qui leur parviennent d’Éthiopie ne sont pas bonnes. La situation n’y est pas telle qu'on leur avait décrite au Portugal. Il est clair que l’empereur Claude (Atanaf Sagad) ne souhaite pas se soumettre à l’autorité du pape. Dans les circonstances il est considéré prudent que Barreto, le patriarche, ne se rende pas en Éthiopie. Il revient à Oviedo de diriger le groupe des cinq missionnaires qui quittent Goa le 16 février 1557 pour arriver au port de Arquico (Éthiopie) à la fin du mois de mars. Ils y sont fort civilement reçus par l'empereur. Faute de le convaincre de devenir catholique Oviedo suggère que soient organisés, en sa présence, des débats religieux avec moines éthiopiens. Comme cela n’aboutit à rien il décide de composer et diffuser une défense écrite de la primauté du pontife romain, avec critique des erreurs schismatiques. 
A l’empereur Claude succède, en 1559, son frère Minas (Adamas Sagad) qui d’abord reçoit avec bienveillance Oviedo. Par la suite, irrité de la conversion de plusieurs personnalités, il convoque Oviedo et lui interdit de prêcher la foi catholique en Éthiopie. À la mort de Minas (février 1562) son fils Malach Sagad se montre moins hostile vis-à-vis des  missionnaires qu’il considère comme ‘des saints et savants’, mais il n’est jamais question qu’il devienne catholique. Depuis la mort de Barreto, à Goa (en 1562), Oviedo est officiellement 'patriarche latin d’Éthiopie'. Cependant, convaincu de l'inutilité de sa présence à la cour, il se retire à Fremona, un bourg créé dans le Tigray pour la communauté catholique d'origine portugaise.

### Fin et échec de la mission
Lorsque Pie V apprend que la mission de réunion à Rome est un échec il décide, par le bref du 2 février 1566, d’envoyer Oviedo en Extrême-Orient (Japon et Chine), s’il lui est possible de quitter l’Éthiopie sans mettre sa vie en danger. Oviedo répond au pape (15 juin 1567) que les Turcs empêchent toute sortie d’Éthiopie par la mer. Il reste à Frémone prêchant et écrivant, entre autres, un traité sur la primauté de l'Église romaine, ayant toujours à cœur ce qui fut le point de départ de sa mission. Il cultive lui-même la terre pour assurer sa subsistance et aider les pauvres et malades de cette petite colonie catholique portugaise. 
Andrés de Oviedo meurt à Frémone le 29 juin 1577. Après sa mort on ne trouva rien dans la cabane où il vivait: il avait tout donné. Admiré pour ses vertus et mort en odeur de sainteté la cause de sa béatification fut ouverte en 1630. Elle semble abandonnée.

## Écrits
- De Romanae Ecclesiae Primatu deque erroribus Abassinorum (en langue amharique)